# Ґомані
Ґомані (груз. გომანი) — село в Грузії.
За даними перепису населення 2014 року в селі проживає 913 осіб.